# 啄花鸟科
啄花鸟科（学名：Dicaeidae）属于雀形目。啄花鸟科各种类统称，分为两属。

## 特征
啄花鸟科一类为羽色鲜丽、体态纤小的鸣禽。嘴短略呈三角形，靠近先端的啮缘具有细锯齿。短尾，粗喙，管状的舌头，能够吸取花蜜为食。啄花鸟科常飞回觅食于花丛，有助于花粉传播，视为农林益鸟。

## 分布
啄花鸟科一般生活在热带的南亚到大洋洲。
啄花鸟科在中国仅分布于西南部和南部，其中分布较广的为红胸啄花鸟（Dicaeum ignipectus），体长8-9厘米，雄鸟胸部具有朱红色块斑，故名；营巢于山谷密林中的树上，嗜食花芽、浆果、蜘蛛和昆虫等。